# Айдагулово
Айдагу́лово (рос. Айдагулово, башк. Айҙағол) — присілок у складі Альшеєвського району Башкортостану, Росія. Входить до складу Нікіфаровської сільської ради.
Населення — 72 особи (2010; 86 в 2002).
Національний склад:
- татари — 98 %